# Окікадзе
Окікадзе (Okikaze, яп. 沖風) — ескадрений міноносець Імперського флоту Японії, який взяв участь у Другій світовій війні.
Корабель, який став п'ятим (за датою закладання) серед есмінців типу «Мінекадзе», спорудили у 1920 році на верфі ВМФ у Майдзуру.
У 1932 році під час японо-китайського конфлікту, відомого як «Інцидент 28 січня», Окікадзе здійснював патрулювання на Янцзи.
Станом на грудень 1941-го Окікадзе належав до дивізіону охорони Омінато (важлива база ВМФ на північному завершенні Хонсю), який підпорядковувався військово-морському округу Омінато (Ominato Guard District). 8 грудня 1941-го корабель вийшов до Мурорану (порт на східному узбережжі Хоккайдо), після чого узявся за патрульно-ескортну службу в цьому регіоні.
У якийсь момент Окікадзе пройшов модернізацію, під час якої з нього зняли 2 з 4 гармат головного калібру та два кормові торпедні апарати, натомість встановили 4 бомбоскидачі та стелажі для 36 глибинних бомб.
З 10 квітня 1942-го Окікадзе перевели до військово-морського округу Йокосука (Yokosuka Naval District), після чого до самої своєї загибелі він ніс патрульно-ескортну службу біля східного узбережжя Хонсю.
10 січня 1943-го за кілька десятків кілометрів від входу до Токійської затоки Окікадзе був торпедований та потоплений американським підводним човном USS Trigger.